# ابودلف ینبوعی
ابودُلَف مسعود بن مُهَلهِل خزرجی ینبوعی شاعر و جهانگردی است که در شهر ینبع در نزدیکی مدینه به دنیا آمد.

## زندگی
ابودلف ینبوعی در دوره عباسی و در قرن چهارم هجری زندگی می‌کرد. تاریخ دقیق تولد و وفات او مشخص نیست، اما گفته می‌شود که او بیش از نود سال عمر کرد و در این مدت به مناطق مختلف سفر کرد. او رساله‌ای درباره اخبار سفرهایش به غرب و شمال ایران و ارمنستان نوشته است. نسخه خطی این رساله در کتابخانه مشهد نگهداری می‌شد و سپس در سال ۱۹۵۲ میلادی در قاهره منتشر شد. بعدها نیز در سال ۱۹۶۰ میلادی در مسکو به چاپ رسید.

## جهانگردی
ابن ندیم در سال ۳۷۷ هجری قمری از ابودلف یاد کرده و او را به عنوان جهانگردی مشهور معرفی نموده است. ابودلف یکی از جهانگردان قرن چهارم هجری بود که سال‌های طولانی از عمر خود را در سفر به اقصی نقاط جهان گذراند. دکتر احمد فؤاد پاشا، متفکر نامدار اسلامی، درباره او می‌گوید که بین سال‌های ۳۰۱ تا ۳۳۱ هجری قمری در دربار سامانیان در شهر بخارا فعالیت داشته است. زرکلی نیز ذکر کرده است که ابودلف به دیدار صاحب بن عباد می‌رفت و از او کمک مالی دریافت می‌کرد و کتاب‌هایش را تأمین می‌نمود.
در سال ۳۳۱ هجری، نصر دوم بن احمد سامانی، ابودلف را برای همراهی با یک هیئت چینی انتخاب کرد  ابودلف در بازگشت از این سفر، از هند، ترکستان و تبت دیدن کرد و در آنجا اطلاعاتی را برای کتابش عجایب البلدان جمع‌آوری نمود. در سفر دوم، او از مناطق فارس، آذربایجان و ارمنستان نیز گذر کرد. جزئیات کامل سفر اول او به دست ما نرسیده است، اما یاقوت حموی در (معجم البلدان) و ابن ندیم در (الفهرست) به آن اشاره کرده‌اند. قزوینی، یاقوت حموی و ابن ندیم بخش‌هایی از توصیفات ابودلف از سفرهایش به چین و هند را حفظ کرده‌اند که نشان‌دهنده دقت نظر اوست. او متوجه شد که ظروف چینی در مناطق دیگری مانند ایران و مالابار تقلید می‌شد، اما ظروف اصلی چینی در بازارها بر هر نوع تقلیدی برتری داشتند.

## در جغرافیا
ابودلف به مطالعه دقیق و عمیق اطلاعات جغرافیایی مربوط به مرزها، شهرها، راه‌های ارتباطی و فعالیت‌های اقتصادی پرداخت. او بسیاری از اشتباهات دانشمندان پیشین را اصلاح کرد و توانست حقایق جدیدی را کشف کند که پیش از او کسی به آن‌ها دست نیافته بود. این یافته‌ها به پیشرفت علم نقشه‌برداری کمک شایانی کرد. او در آثار خود به بررسی جنبه‌های اجتماعی، اقتصادی و سیاسی کشورهای مختلف پرداخت و نقش علم، کتابخانه‌ها و معابد را در آن سرزمین‌ها برجسته ساخت.
در رساله دوم خود، ابودلف به توصیف مناطقی مانند ارمنستان، فارس، طبرستان، افغانستان و بخش‌هایی از جنوب روسیه و دیگر سرزمین‌هایی که از آنها دیدن کرده بود، پرداخت. دانشمندان و محققان بزرگی مانند دومیلی، جورج سارتون، ستنفلد و نفيس احمد به جایگاه و نقش مهم ابودلف در پیشرفت جغرافیا اذعان کرده‌اند و او را در ردیف نخست پیشگامان اندیشه جغرافیایی در جهان عرب و اسلام قرار داده‌اند.

## آثار
عجایب البلدان: یکی از آثار مهم جغرافیایی است که در قرن دهم میلادی نوشته شده است. ابودلف در این کتاب اطلاعاتی را که در طول سفرهای خود به مناطق مختلف مانند هند، ترکستان و تبت جمع‌آوری کرده بود، گردآوری کرده است. این کتاب حاوی توصیفات دقیقی از سرزمین‌ها و فرهنگ‌هایی است که او از آنها دیدن کرده است. همچنین، ابودلف در این کتاب برخی از اشتباهات جغرافیایی که توسط دانشمندان پیشین عرب انجام شده بود را تصحیح کرده و ایده‌های نادر و جالبی را ارائه داده است.
ثعالبی او را ستوده و او را از شاعران بزرگ الهام گرفته است که در کتاب خود (یتیمة الدهر) ابیاتی از شعری از خود آورده است که ابودلف به وزیر آل بویه، صاحب طالقانی تقدیم کرده بود.
هر کس که از آزادگان باشد،
در فراق، همچون آزادگان تسلی می‌یابد،
به‌ویژه در غربت،
که بیشتر عمر را به سر می‌برد.
من عجایب بسیاری دیدم
و روزگار رنگارنگ را تجربه کردم.
پس جانم در سفرها شادمان شد،
چه در روزه و چه در افطار.
من از آن مردمانم
که مانند پهلوانانِ بنی‌غر (قبیله‌ای مشهور) هستند.
ما همان مردمی هستیم
که در خشکی و دریا بی‌همتاییم.
ما از مردمان جزیه گرفتیم،
از چین تا مصر،
تا طنجه، و در هر سرزمینی
اسب‌های ما می‌تازند.
اگر سرزمینی بر ما تنگ شود،
به سرزمینی دیگر کوچ می‌کنیم.
دنیا با همه آنچه در آن است، از آنِ ماست،
چه از اسلام و چه از کفر.
ما تابستان را بر روی برف می‌گذرانیم
و زمستان را در سرزمین خرما.